# Руслякова, Ирина Александровна
Ирина Александровна Руслякова (род. 12 сентября 1975 года) — российская бадминтонистка.

## Карьера
Бронзовый призёр чемпионата Европы 2000 года в парном разряде. Чемпионка России (2000) в парном разряде.
Участница Олимпийских игр 2000 года.
Выпускница Дальневосточной академии физической культуры.